# Курцхали
Курцхали (груз. კურცხალი) — село в Грузии, на территории Хулойского муниципалитета автономной республики Аджария.

## География
Село находится в юго-западной части Грузии, на левом берегу реки Учхосцкали (правый приток Аджарисцкали), на расстоянии 5 километров (по прямой) к северо-северо-востоку от посёлка городского типа Хуло, административного центра муниципалитета. Абсолютная высота — 1519 метров над уровнем моря.

## Население
По результатам официальной переписи населения 2014 года, в Курцхали проживало 13 человек (7 мужчин и 6 женщин). В национальной структуре населения грузины составляли 100 %.
| Год  | Население, человек |
| ---- | ------------------ |
| 2002 | 87                 |
| 2014 | ↘ 13               |